# Ion Odoviciuc
Ion Odoviciuc (în ucraineană Іван Ількович Одовічук; n. 14 iulie 1895, Bălcăuți, Austro-Ungaria – d. 10 decembrie 1971, Voloveț, RSS Ucraineană, URSS) a fost un jurist, locotenent în Armata Ucraineană Galițiană, activist politico-social și publicist ucrainean.

## Biografie
S-a născut în satul Bălcăuți, Suceava, în bezirk Sereth, Ducatul Bucovinei (azi în România), în familia gospodarului Ilko Odoviciuk și a soției acestuia, Anastasia (născută Ciobaniuk). A urmat cursurile Gimnaziului de stat germano-ucrainean din orașul Siret.

### În Armata Austro-Ungară

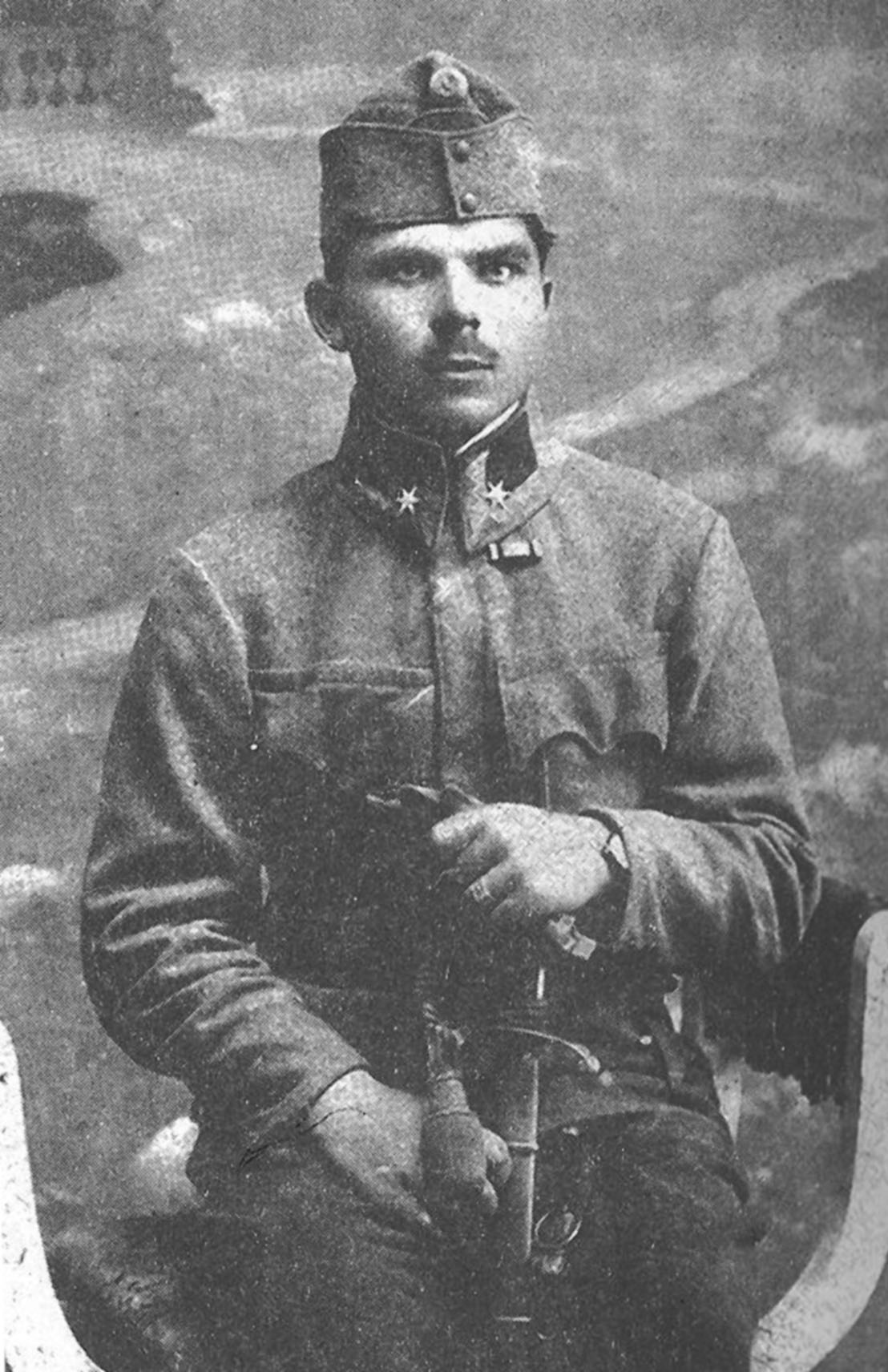
Odoviciuc în Armata Austro-Ungară

Odată cu izbucnirea Primului Război Mondial, a fost recrutat ca voluntar pe un an. După absolvirea școlii de ofițeri a fost numit sublocotenent în rezervă, iar din noiembrie 1916 a devenit locotenent în regimentul 35 de infanterie din Zolociv, unitate a Landsturm-ului. A fost rănit în anul 1916. Din martie 1917 a activat ca locotenent în Regimentul 35 Pușcași, iar din februarie 1918 a devenit adjutant (șef de stat major) al batalionului aceluiași regiment, integrat în Corpul 2 Armată, care a pătruns în Naddnipria după încheierea Tratatului de la Brest-Litovsk.
A fost decorat cu:
- Medalia de argint pentru curaj, clasa I;
- Medalia de argint pentru curaj, clasa a II-a (de două ori);
- Medalia de bronz pentru curaj;
- Medalia de bronz pentru merite militare cu săbii pe panglica Crucii pentru Merite Militare.

În octombrie 1918, în cadrul Regimentului 35 Pușcași, se afla în apropierea orașului Mohîliv-Podilskîi (azi în regiunea Vinița), unde s-a căsătorit, pe 31 octombrie 1918, cu L. Bidula-Sosnițka.

### În Armata Galițiană Ucraineană
Din noiembrie 1918 a intrat în serviciul militar al armatei ucrainene, cu gradul de chetar (ofițer inferior) în cadrul UHA. A fost comandantul unei companii de infanterie în Comandamentul Militar Regional Zolochiv, unitate integrată ulterior în gruparea locotenentului P. Vovk, trimisă în Volînia pentru a prelua controlul asupra județelor Dubno și Kremenț.
În ianuarie 1919 a fost numit comandant militar ucrainean al orașului Radîvîliv. La 1 martie 1919 a fost avansat la gradul de locotenent de infanterie. A luptat în cadrul brigăzii a 4-a Zolociv a UHA. La 11 iulie 1919 a fost capturat de trupele poloneze, iar din 23 iulie a fost internat în lagărul din Brest-Litovsk (azi în Belarus), unde a fost supus, împreună cu alți 55 de ofițeri ucraineni, la maltratări de către administrația lagărului.
A fost autor al unor memorii despre abuzurile autorităților poloneze asupra prizonierilor ucraineni, publicate în volumele Tragedia Ucrainei Galițiene și Cartea sângeroasă.

## Activitate civică și politică
După revenirea în Bucovina, s-a înscris la Facultatea de Drept (probabil la Universitatea din Cernăuți). În iunie 1922 s-a mutat în orașul Sighet, unde a lucrat inițial la un punct vamal în satul Câmpulung la Tisa. După finalizarea studiilor juridice (posibil la Universitatea din București) și promovarea examenului de avocat, a deschis în 1924 un birou de avocatură în Sighet. A fost consilier juridic al eparhiei ortodoxe din Maramureș.
În anii 1930 a colaborat cu mișcarea națională ucraineană din Bucovina, fiind în contact cu Denis Kvitkovschi, redactorul-șef al revistei Samostiinist („Independența”), în care publica articole despre problemele naționale și religioase ale ucrainenilor. Din fonduri proprii, a susținut abonamente anuale pentru 50 de consăteni, promovând cultura ucraineană. A condus biblioteca ucraineană din Maramureș și a susținut deschiderea de școli ucrainene. A fost liderul Partidului Rus în Maramureș din 1931. În 1934 a fondat la Sighet un comitet cultural dedicat lui Iuri Fedkovîci.
La 10 octombrie 1937 a fost propus ca membru în adunarea eparhială ortodoxă din Maramureș pentru circumscripția Vișeu de Sus. În martie 1939 a fost membru al Comitetului Cetățenesc Ucrainean din Sighet, care a oferit sprijin refugiaților din Carpato-Ucraina anexată de Ungaria horthyistă.
Ion Odoviciuc a fost un apropiat al scriitoarei Olha Kobîleanska.

### Perioada războiului și după
În noaptea de 13 iunie 1940 a fost arestat de autoritățile române sub acuzația de activități antistatale, dar a fost eliberat în septembrie 1940 după anexarea Maramureșului de către Ungaria. În toamna anului 1942 a fost mobilizat în Armata Maghiară, ca ofițer de legătură în unitatea 276. În ianuarie 1943 a fost rănit de un șrapnel, a suferit comoție și degerături. După demobilizare, a locuit la Sighet ca ofițer de rezervă și a lucrat în structuri militare locale, continuând și activitatea juridică.

Steagul Maramureșului Sovietic, proclamat de Odoviciuc

După ocupația sovietică a Maramureșului, a fost numit în octombrie 1944 prefect al județului Maramureș. A condus delegația județeană la Congresul comitetelor populare ale Ucrainei Subcarpatice (26 noiembrie 1944, Muncaci), unde a pledat pentru unirea Maramureșului cu Ucraina Sovietică, fiind sprijinit de reprezentantul Comisiei Aliate de Control, Emil Zaharcenko.
A fost inițiatorul fondării unui liceu ucrainean în Sighet (închis în 1960, redeschis în 1997 ca Liceul Ucrainean „Taras Șevcenko”).
A organizat și condus adunarea generală a ucrainenilor din Sighet și împrejurimi la 19 ianuarie 1945, care a proclamat unirea regiunii Maramureș-Sighet cu Ucraina Subcarpatică. A fost ales în Comitetul Popular local și a condus prima conferință județeană a comitetelor populare (4 februarie 1945), care a decis alipirea Maramureșului la RSS Ucraineană. Sub presiuni sovietice și amenințări din partea activiștilor români (15 mii de țărani conduși de Gavrilă Mihali Ștrifundă), a fost forțat să-și dea demisia pe 8 aprilie 1945. Teritoriul a fost retrocedat administrației române pe 9 martie, după ce Petru Groza a devenit prim-ministrul României.
La 9 aprilie 1945 a plecat cu familia în Slatina (Solotvino), apoi în Teceu Mare. Casa familiei din Sighet a fost jefuită și naționalizată de statul român. La 25 august 1945 a înmânat Consiliului Popular din Ujgorod o petiție semnată de reprezentanți ai comunității ucrainene din Maramureșul dincolo de Tisa, cerând unirea regiunii cu Ucraina; documentul a fost ignorat.

### Activitate ulterioară și moartea
Între mai 1945 și martie 1947 a fost directorul minei de sare din Slatina. Din aprilie 1947 până în septembrie 1955 a condus un birou juridic în Bocicoiu Mare, apoi a revenit în Teceu, unde a condus colegiul avocaților din raion. A ieșit la pensie în mai 1957. A fost autorul mai multor articole publicistice și poezii, precum și al memoriilor Despre lupta pentru școala ucraineană în Maramureș.
A decedat în localitatea Volovăț, iar pe 12 decembrie 1971 a fost înmormântat în orașul Teceu din Transcarpatia.

## Lucrări
- Трагедія Галицької України (Tragedia Ucrainei Galițiene)
- Крівава Книга (Cartea sângeroasă)